# Irene de Larisa
Irene de Larisa (en búlgaro: Ирина от Лариса) fue la segunda esposa y consorte del zar Gabriel Radomir de Bulgaria.
Juan Skylitzes informa Irene era una «bella cautiva de Larisa», y nada más se sabe acerca de sus antecedentes. Gabriel Radomir se casó con ella alrededor de 999, después de haber expulsado a su primera esposa húngara, que estaba embarazada en ese momento.
Tuvieron siete hijos, cinco varones y dos mujeres.
Gabriel Radomir ascendió al trono de Bulgaria en 1014, pero su reinado fue corto. Skylitzes informa que Irene fue asesinada junto a su esposo por su primo, Iván Vladislav, que se hizo con el trono en 1015. También tomó medidas para asegurar su posición y ordenó la mutilación de su hijo mayor.